# Chalmette (Louisiana)
Chalmette település az Amerikai Egyesült Államok Louisiana államában, Saint Bernard megyében, melynek megyeszékhelye is. Lakosainak száma 21 562 fő (2020. április 1.).

## Népesség
A település népességének változása:
| Lakosok száma | 16 751 | 17 119 | 21 562 |
|               | 2010   | 2011   | 2020   |